# Isyana Bagoes Oka

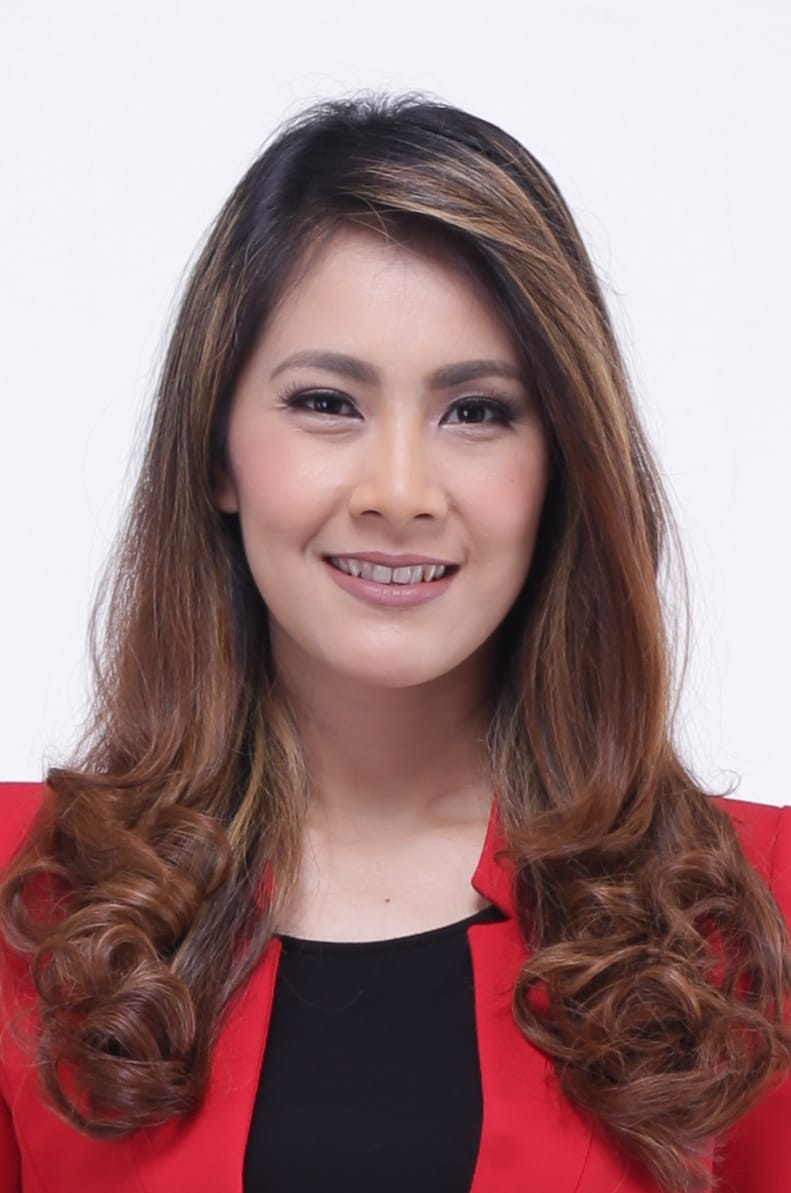
Isyana Bagoes Oka

Isyana Bagoes Oka (Yakarta 13 de septiembre de 1980) es una locutora, presentadora y periodista de nacionalidad indonesia. 
Ahora trabaja como presentadora en la estación de RCTI; antes había trabajado en el Trans 7. Ha sido anfitriona de los programas polémica y Editores de la tarde de Trans 7. También ha sido llevada a Wajah Femina más populares en el año 2000.